# Washington Bullets 1981-1982
La stagione 1981-82 dei Washington Bullets fu la 21ª nella NBA per la franchigia.
I Washington Bullets arrivarono quarti nella Atlantic Division della Eastern Conference con un record di 43-39. Nei play-off vinsero il primo turno con i New Jersey Nets (2-0), perdendo poi la semifinale di conference con i Boston Celtics (4-1).

## Roster
| N° | Naz.                   | Ruolo | Sportivo        | Anno | Alt. | Peso |
| -- | ---------------------- | ----- | --------------- | ---- | ---- | ---- |
|    | Stati Uniti (bandiera) | G     | Frank Johnson   | 1958 | 185  | 84   |
| 5  | Stati Uniti (bandiera) | G     | John Lucas      | 1953 | 191  | 79   |
| 9  | Stati Uniti (bandiera) | AC    | Jim Chones      | 1949 | 211  | 100  |
| 12 | Stati Uniti (bandiera) | GA    | Carlos Terry    | 1956 | 196  | 95   |
| 14 | Stati Uniti (bandiera) | G     | Brad Holland    | 1956 | 191  | 82   |
| 20 | Stati Uniti (bandiera) | GA    | Garry Witts     | 1959 | 201  | 86   |
| 22 | Stati Uniti (bandiera) | GA    | Don Collins     | 1958 | 198  | 86   |
| 23 | Stati Uniti (bandiera) | A     | Charles Davis   | 1958 | 201  | 98   |
| 24 | Stati Uniti (bandiera) | AC    | Spencer Haywood | 1949 | 203  | 102  |
| 35 | Stati Uniti (bandiera) | GA    | Kevin Grevey    | 1953 | 196  | 95   |
| 42 | Stati Uniti (bandiera) | A     | Greg Ballard    | 1955 | 201  | 98   |
| 43 | Stati Uniti (bandiera) | AC    | Jeff Ruland     | 1958 | 208  | 109  |
| 44 | Stati Uniti (bandiera) | AC    | Rick Mahorn     | 1958 | 208  | 109  |

## Staff tecnico
- Allenatore: Gene Shue
- Vice-allenatori: Bernie Bickerstaff, Don Moran